# Church Times
Church Times ist eine weltweite anglikanische Wochenzeitung, die in England publiziert wird und weltweit verkauft wird. Die Zeitung wird wöchentlich am Freitag herausgegeben.
Church Times wurde 1863 gegründet, um die anglikanischen Grundwerte ein Sprachrohr zu geben und zu veröffentlichen. Bis 1989 war die Zeitung im Besitz des Familienunternehmens G. J. Palmer & Sons Ltd. Seit 1989 wird die Zeitung von der christlichen Stiftung Hymns Ancient and Modern kontrolliert.